# クィダム
クィダム （Quidam）は、ポーランドのプログレッシブ・ロック・バンド。
Maciek Meller、Radek Scholl、Rafał Jermakowによって結成されたハードロック、ブルース・トリオ「Deep River」から発展した。Zbyszek FlorekとEwa Smarzyńskaがバンドに加わったとき、クィダムの原型となるラインナップは完成した。このラインナップでは、1995年9月から1996年3月の間にデビュー・アルバム『聖域』が録音された。このアルバムは、バンド、コラージュからWojtek Szadkowski、Mirek Gil、Krzysiek Palczewskiという3人のメンバーによるゲスト出演で制作された。

## メンバー

### 現在のラインナップ
- ズビシェク・フロレク (Zbyszek Florek) – キーボード、バック・ボーカル
- バルテク・コソヴィチ(Bartek Kossowicz) – ボーカル
- マチェク・メレル(Maciek Meller) – ギター、バック・ボーカル
- マチェク・ヴルブレフスキ(Maciek Wróblewski) – ドラム
- ヤチェク・ザサダ(Jacek Zasada) – フルート、パーカッション
- マリウシュ・ジュウコフスキ(Mariusz Ziółkowski) – ベース

### 旧メンバー
- エヴァ・スマジンスカ (Ewa Smarzyńska) – フルート
- エミーラ・デルコフスカ (Emila Derkowska) – ボーカル、バック・ボーカル
- ラファウ・イェルマコフ(Rafał Jermakow) – ドラム、パーカッション
- ラデク・ショル(Radek Scholl) – ベース
- ヴァルデマル・チェハノフスキ(Waldemar Ciechanowski) – ボーカル

## ディスコグラフィ

### スタジオ・アルバム
- 『聖域』 - Quidam (1996年)
- Sny aniołów (Angels' Dreams) (1998年)
- The Time Beneath the Sky (2002年)
- SuREvival (2005年)
- Alone Together (2007年)
- Saiko (2012年)

### ライブ・アルバム
- Baja Prog – Live in Mexico '99 (1999年)
- The Fifth Season - Live in Concert (2006年)
- ...bez półPRĄDU...halfPLUGGED... (2006年)
- Strong Together Live (2010年)